# Parora
Parora là một chi bướm đêm thuộc họ Erebidae.